# Gabby
Gabby fue una serie de dibujos animados (ocho episodios, 1940-41) dirigida por Max Fleischer y distribuida por Paramount Pictures. Se trata de un spin-off de la película de 1939 Gulliver's Travels, también realizada por Fleischer Studios.
Gabby es también el nombre del personaje de dicha serie.

## Producción
Gabby era el pregonero de Lilliput, personaje que ya apareció en la película de dibujos animados llamada Gulliver's Travels. Paramount y Fleischer decidieron crear una serie de capítulos en Technicolor para Gabby, ocho en total, producidos entre 1940 y 1941. Gabby fue así el primer personaje de un largometraje animado que tuvo su propia serie.
Gabby recibió la voz de Pinto Colvig, quien también había puesto la voz de Tribilín (Goofy) para Disney, además de la de los enanos Sleepy y Grumpy (Dormilón y Gruñón) en Blancanieves y los siete enanitos. Junto a Colvig también trabajó poniendo voz a numerosos personajes en la serie Jack Mercer, cuyo trabajo más famoso es dar voz a Popeye, también de los Estudios Fleischer.
Los episodios fueron vendidos, en 1955, a U.M. & M. TV Corp., la cual pasó a formar parte de National Telefilm Associates y luego se volvió Republic Pictures. En 1999 fue vendida a Viacom, de la Paramount.
Las caricaturas de Gabby se encuentran actualmente en dominio público y pueden conseguirse en algunos DVD de bajo precio.

## Filmografía

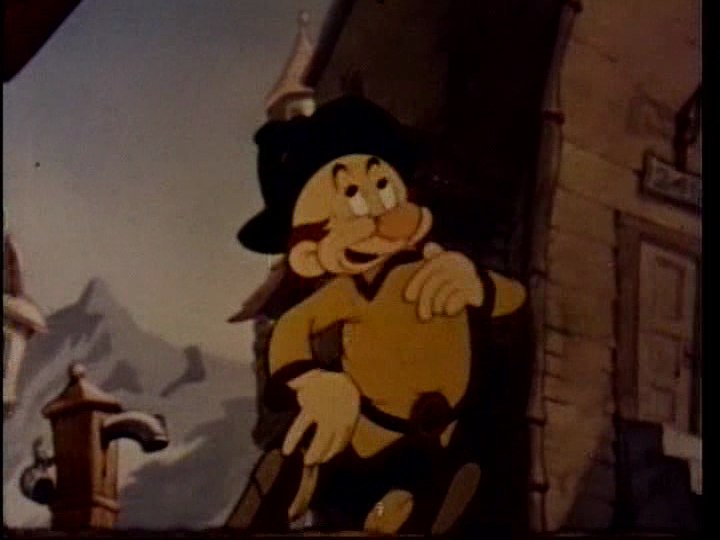
Gabby en una escena de All's Well

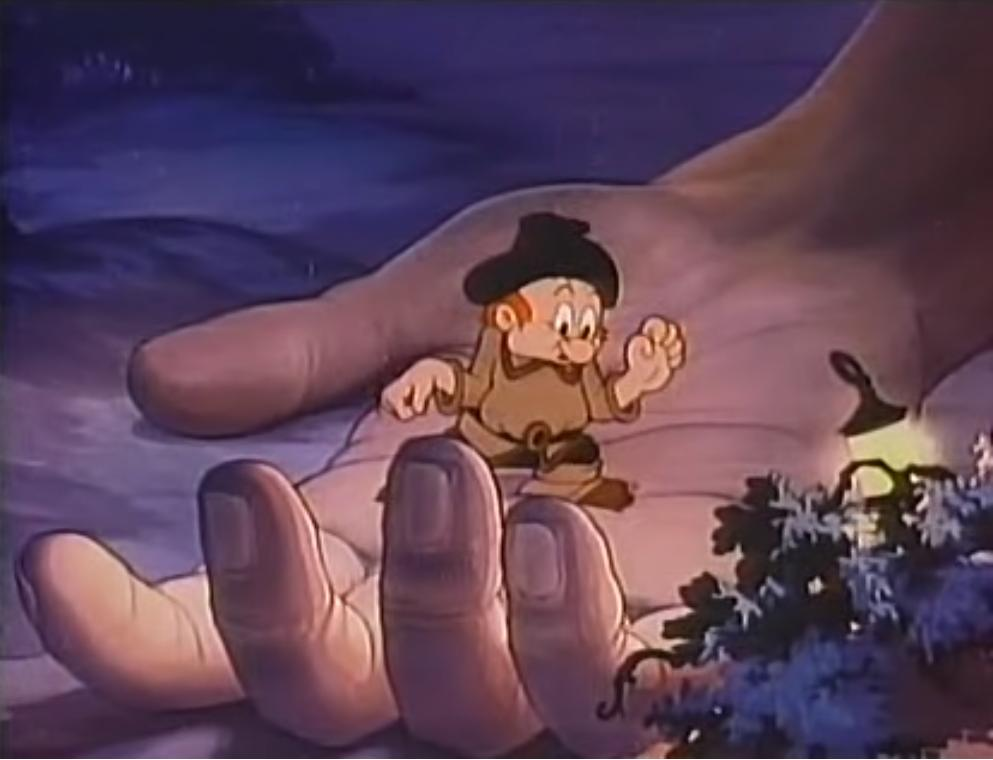
Gabby en Gulliver's Travels

### 1940
| Título         | Fecha de estreno |
| -------------- | ---------------- |
| King for a Day | 18 de octubre    |
| The Constable  | 15 de noviembre  |

### 1941
| Título                   | Fecha de estreno |
| ------------------------ | ---------------- |
| All's Well               | 17 de enero      |
| Two for the Zoo          | 21 de febrero    |
| Swing Cleaning           | 11 de abril      |
| Fire Cheese              | 20 de junio      |
| Gabby Goes Fishing       | 18 de julio      |
| It's a Hap-Hap-Happy Day | 15 de agosto     |